# Kalabaydh
Kalabaydh est une ville de la région de Woqooyi Galbeed, au Somaliland. Elle est située entre les villes de Gabiley et Borama. Elle comprend l'Aéroport de Kalabaidh. 